# Barbara McConnell Barrett
Barbara McConnell Barrett Dr. (Indiana megye, Pennsylvania, 1950. december 26. –) amerikai ügyvéd, kiképzett űrhajósnő.

## Életpálya
Az Arizonai Állami Egyetemen szerzett jogi diplomát. Ügyvédként az amerikai elnököt, Ronald Reagant segítő Tanácsadó Bizottságnak, a Nemzeti Tanácsnak, a Védelmi Bizottságnak és a Politikai Tanácsadó Testületének tagja. 2009. januárig amerikai nagykövet Finnországban. Az első civil nő, aki egy F/A–18 Hornet repülőgéppel leszállt egy repülőgép-anyahajón.
2009. júniustól részesült űrhajóskiképzésben a Jurij Gagarin Űrhajós Kiképző Központban. Űrhajós pályafutását 2009. október 11-én fejezte be. 2012-ben a Thunderbird School of Global Management ideiglenes elnöke.

## Tartalék személyzet
Szojuz TMA–16 speciális, polgári űrturistája.

## Sporteredmények
- Finnországban teljesített egy 1000 kilométeres kerékpártúrát.
- 2007 augusztusában megmászta a Kilimandzsárót.